# Boswell (Indiana)
Boswell è un comune degli Stati Uniti d'America, situato nello Stato dell'Indiana, nella contea di Benton.
La città di Boswell fu progettata per la prima volta da Charles Moore, ma Moore vendette la terra che occupava a Elizabeth H. Scott, nativa della contea di Tippecanoe, che, con suo marito Charles, la ripiazzò nella sua forma attuale il 18 luglio 1872. Un piccolo generale il negozio gestito da una "baracche di legno grezzo" appena a nord della ferrovia è stata la prima attività commerciale della città, ma a questa si sono aggiunti molti altri man mano che la città cresceva. La città prese il nome da Parnaham Boswell ed era costellata di strade che portavano i nomi dei fondatori, Charles ed Elizabeth, e dei loro cinque figli, Grace, Emma, Clinton, Harold e Jennie.